# I Accuse My Parents
I Accuse My Parents is een Amerikaanse film uit 1944. De film werd geproduceerd door PRC, en geregisseerd door Sam Newfield

## Verhaal
De goedgemanierde Jim Wilson moet voor de rechter verschijnen. Hij wordt blijkbaar verdacht van een aantal serieuze vergrijpen. Wanneer hij zijn eigen verdediging mag voeren, geeft hij aan zijn ouders de schuld te geven van alles wat er fout is gegaan in zijn leven. Hij begint de rechter te vertellen wat hij zoal door heeft moeten maken. De kijker krijgt deze gebeurtenissen te zien via een flashback:
Het begon toen Jim nog op de middelbare school zat. Hij kreeg een prijs voor een schrijfwedstrijd waarin hij het ideale huis beschreef dat hij blijkbaar had. In werkelijkheid was zijn situatie niet zo plezierig: zijn ouders waren alcoholisten die voortdurend ruzie hadden met elkaar. Tot vernedering van Jim verscheen zijn moeder ladderzat bij de afstudeerceremonie. Zijn vader gaf Jim geld in plaats van zijn verjaardag met hem te vieren.
Jim kreeg een baan als schoenenverkoper en ontmoette Kitty Reed. Hij bracht een paar schoenen naar haar huis, en ontmoette haar later weer in een nachtclub waar zij optrad. Jim wist niet dat Kitty soms uitging met Charles Blake; een dealer door wie Jim al snel werd gerekruteerd om voor hem te werken. Jim twijfelde nooit aan Blakes motieven daar hij allang blij was dat hij extra geld kon verdienen om geschenken te kopen voor Kitty.
Toen Blake Jim (bij wijze van grap) hoorde zeggen dat hij Kitty mogelijk ten huwelijk ging vragen, dwong hij Kitty haar relatie met Jim te beëindigen. Die avond was Jim getuige van hoe twee van Blakes assistenten een nachtwaker vermoordden. Jim ging voor advies naar zijn vader, maar die negeerde hem. Daarop confronteerde Jim Blake persoonlijk, maar die sloeg hem met gemak in elkaar. Totaal berooid en nu zonder baan besloot Jim een restaurant te overvallen. Al, de kok van het restaurant, zag echter in dat Jim geen echte crimineel was en haalde hem over van de overval af te zien. Hij bood hem zelfs onderdak aan tot Jim zijn zaken weer beter op orde had.
Terwijl de tijd verstreek kreeg Jim steeds meer schuldgevoelens over de moord die hij had gezien. Hij vroeg Al met hem mee naar zijn huis te gaan zodat hij eindelijk kon bekennen wat hij wist. Ze gingen naar Kitty’s appartement waar ze bekende dat ze was gedwongen haar relatie met Jim te beëindigen. Toen hij dit nieuws hoorde, ging Jim weer naar Blake. In de confrontatie die volgde, trok Blake een pistool. Maar door de worsteling raakte hij per ongeluk zichzelf.
Hier eindigen de flashback en Jims verhaal aan de rechter. De rechter snapt nu waarom Jim zijn ouders de schuld geeft, en acht hem niet schuldig aan de dood van Blake. Voor zijn overige misdaden krijgt hij een taakstraf. Vlak voor het einde van de film richt de rechter zich tot het publiek en waarschuwt hen op te blijven letten wat hun kinderen doen, anders kan dit verhaal hen ook overkomen.

## Rolverdeling
| Acteur           | Personage          |
| ---------------- | ------------------ |
| Mary Beth Hughes | Kitty Reed         |
| Robert Lowell    | James “Jim” Wilson |
| John Miljan      | Dan Wilson         |
| Vivienne Osborne | Mrs. Wilson        |
| George Meeker    | Charles Blake      |
| Edward Earle     | Judge              |
| George Lloyd     | Al Frazier         |
| Patricia Knox    | Vera Moore         |
| Florence Johnson | Shirley Clark      |
| Richard Bartell  | Joe Holden         |

## Achtergrond
De film was een exploitatiefilm, gemaakt naar aanleiding van jeugdcriminaliteit. De film had een sterke morele boodschap dat ouders zich moeten interesseren voor het leven van hun kinderen.
De film werd bespot in de cultserie Mystery Science Theater 3000.